# Arabsångare
Arabsångare (Curruca leucomelaena) är en fågel i familjen sylvior inom ordningen tättingar. Den förekommer på Arabiska halvön och i nordöstra Afrika. Fågeln minskar i antal, men beståndet anses ändå vara livskraftigt.

## Utseende
Arabsångaren är en stor sylvia med en kroppslängd på 14,5–16 cm. Fågeln påminner mycket om mästersångare, men har längre stjärt med rundad spets och de yttre stjärtfjädrarna har vita spetsar. Den skiljer sig vidare genom att ha ljusare bröst, mörkare hjässa, mörkt öga i alla dräkter och antydan till ljus orbitalring. Arabsångaren är skygg och rörlig och vippar alltid nedåt med stjärten.Den går att förväxla med en bulbyl som ofta häckar i samma biotop.

## Läte
Sången består av korta strofer i lugn takt med en vacker och klar röst, påminnande om svarthätta, mästersångare, videsparv eller till och med koltrast på håll. Locklätet är ett smackande "t(r)ack".

## Utbredning och systematik
Arabsångaren är en stannfågel som förekommer på södra och västra Arabiska halvön och i nordöstra Afrika. Den delas in i fyra underarter med följande utbredning:
- blanfordi Seebohm, 1879 – förekommer vid Rödahavskusten i Egypten, nordöstra Sudan och Eritrea
- somaliensis W. L. Sclater & Mackworth-Praed, 1918 – förekommer i Djibouti och norra Somalia
- leucomelaena – förekommer från västra Saudiarabien till västra Jemen och Oman
- negevensis Shirihai, 1988 – förekommer i Wadi Arabah på gränsen mellan Israel och Jordanien

Arten är huvussakligen stannfågel, med endast begränsade kortare förflyttningar.

### Släktestillhörighet
Arten placeras traditionellt i släktet Sylvia. Genetiska studier visar dock att Sylvia består av två klader som skildes åt för hela 15 miljoner år sedan. Sedan 2020 delar BirdLife Sverige och tongivande internationella auktoriteten International Ornithological Congress (IOC) därför upp Sylvia i två skilda släkten, varvid arabsångaren förs till Curruca. Även eBird/Clements följde efter 2021. Arabsångaren är närmast släkt med artparet mästersångare och herdesångare, som i sin tur är systergrupp till artparet jemensångare och sorgsångare.

## Häckning
Arabsångaren häckar i akaciadungar i halvöken på upp till 3000 meters höjd över havet. Den lägger i genomsnitt två till tre ägg i ett skålformigt bo. Äggen ruvas av båda föräldrarna i 15–16 dagar. IUCN kategoriserar arten som livskraftig.

## Status och hot
Arten har ett stort utbredningsområde och en stor population, men tros minska i antal på grund av degradering av akaciadungar. Den minskar dock inte tillräckligt kraftigt att den ska betraktas som hotad. IUCN kategoriserar därför arten som livskraftig (LC). Beståndet har inte uppskattats, men den beskrivs som frekvent förekommande i Afrika.

## Taxonomi och namn
Arabsångaren beskrevs taxonomiskt första gången 1833 av den tyske naturforskaren Christian Gottfried Ehrenberg. Dess vetenskapliga artnamn leucomelaena betyder "svartvit". Arten har tidigare kallats arabisk sångare.